# دفاعیه ابلیس

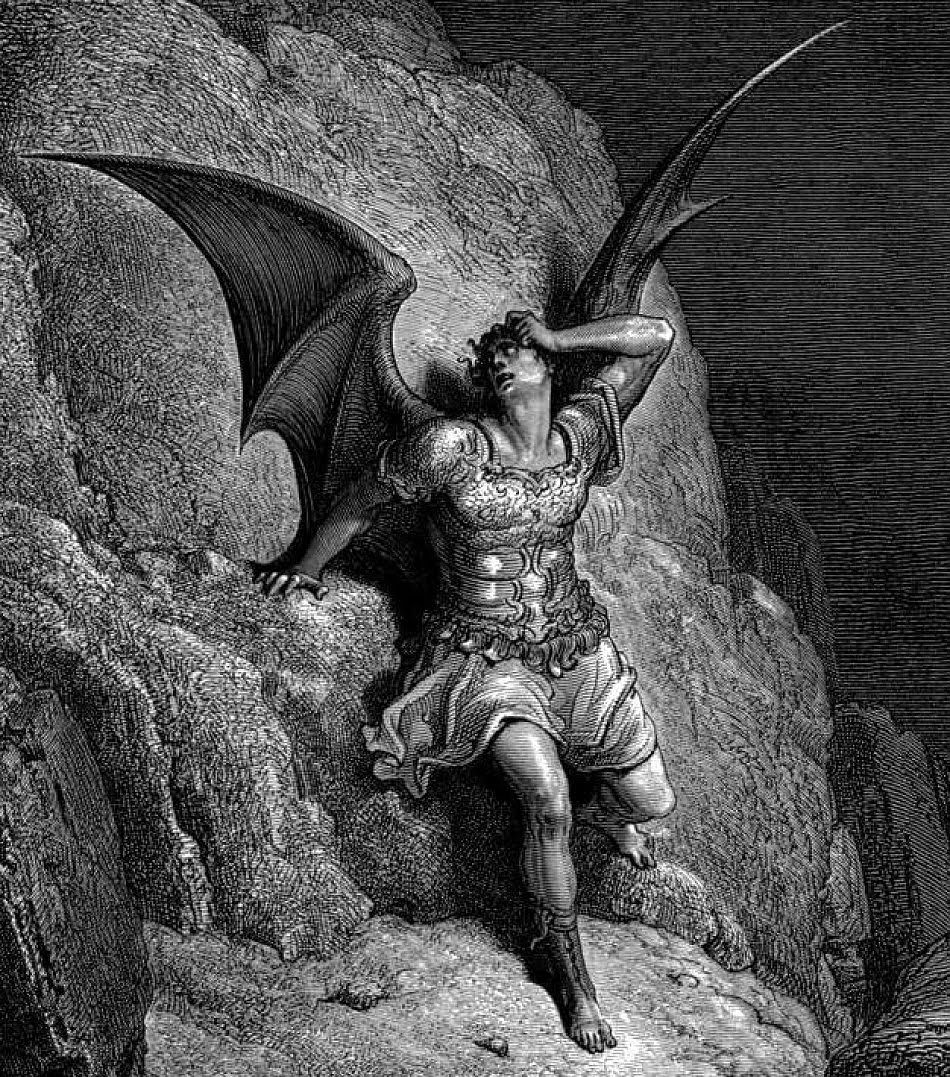
پنداره‌ای از شیطان، اثر گوستاو دوره در کتاب بهشت گمشده، نوشته جان میلتون

دفاعیهٔ ابلیس، یکی از دفاعیات برخی از سران عرفان و تصوف از ابلیس (شیطان، عزازیل) است. از دیدگاه آن‌ها و برخلاف دیدگاه اسلام، ابلیس از مخالفان خدا نبود؛ بلکه به دلیل اخلاص در خداپرستی از سجده بر آدم، پرهیز کرد. در برابر، متکلّمان و فقیهان با این دیدگاه مخالفت کرده‌اند.
اما از سوی دیگر برخی از پیروان صوفیه در این باره نظر متناقضی را داشته‌اند: فرقهٔ سالمیه از این کیش بر این باور بودند که اگرچه ابلیس در ابتدا سرکشی نمود و از فرمان خداوند تمرد کرد، اما برخلاف نظر اکثر مسلمانان معتقد بودند که بعداً توبه نموده است و نیز بر آدم سجده کرده است؛ سخنی که اکثر فرقه های اسلام به آن باور ندارند.

## تاریخچه
نخستین دفاعیات از ابلیس از سوی حسن بصری مطرح شد که بعدها در آثاری از سران صوفیه اسلامی همچون: ابوالحسن خرقانی، حسین منصور حلاج، عین‌القضات همدانی، عطار نیشابوری، روزبهان بقلی فسایی، مولوی، سنایی (غزنوی)، احمد غزالی، ابوالفضل رشید الدین میبدی، ابوالقاسم گورکانی، جنید بغدادی، ابوبکر شبلی، ابوالعباس قصاب آملی، سهل تستری، ابوالحسین نوری و ابوبکر واسطی نیز راه یافت.

## دلیل پدید آمدن دفاعیهٔ ابلیس
سرانی از عرفان و تصوف، به دفاع از ابلیس پرداخته‌اند؛ زیرا بر این باورند که ابلیس، نماد صفات جلالیِ خداست؛ یکتاپرستی است که نافرمانی‌اش به دلیل گریز از شرک است؛ عاشقی است که از شدّت عشق و غیرت، نافرمانی می‌کند؛ درد و بلای حرمان و لعنت و ذلّت و ملامت … را به جان می‌خرد؛ ولی از رحمت و عنایت خدا هم ناامید نیست؛ زیرا رحمتش همه چیز را در بر می‌گیرد.

## دفاع سرانی از عرفان و تصوّف از شیطان
عین‌القضات همدانی یکی از بزرگ‌ترین مدافعان ابلیس و گسترش دهندهٔ «تقدیس ابلیس» بود. وی نوشته‌است:
«گیرم خلق را اضلال، ابلیس کند، ابلیس را بدین صفت که آفرید؟!»
دفاع از ابلیس، مهم‌ترین آموزهٔ حلاج پس از ادعای انا الحق بود.
حلاج بر این باور بود:
امر سجده به آدم نوعی، آزمون و ابتلا برای عاشقی چون ابلیس بود…؛ ابلیس کشف کرد که این فرمان، نوعی ابتلاست، نه امر واقعی و اراده الهی، و امر واقعی خداوند، بر سجده نکردن است؛ اینجاست که امر الهی در برابر اراده خدا قرار می‌گیرد؛ خدا ابلیس را به سجده، امر کرد؛ ولی خواست که او سرپیچی کند؛ ابلیس هم به ظاهر، از امر الهی، سرپیچی کرد؛ ولی در باطن، مشیت ازلی را مقدس می‌دانست…؛ ابلیس با این سرکشی، عاشق مهجوری است که لعنت ابدی و دوری از قرب را به جان می‌خرد تا نگریستن به غیر از او سر نزند؛ از این رو، سرخیل جوانمردان و پاکبازان عالم است.

## تفاوت با دیدگاه شیطان‌پرستان
دیدگاه عین‌القضات همدانی در دفاع از ابلیس و احیاناً تقدیس او با اندیشه‌های شیطان‌پرستی تفاوت‌هایی دارد. عین‌القضات، نقطه قوت ابلیس را بندگی، تقرب و عشق او به بارگاه الهی می‌داند که تقابلی با خدا ندارد. در نتیجه، ابلیسِ عین‌القضات، یکتاپرست است و در توحید، بر همه، پیشی می‌گیرد؛ ولی ابلیسِ شیطان‌پرستان، این ویژگی را ندارد و همواره با خدا در تقابل است. او ارزش خود را در برابر خدا می‌داند؛ چنان‌که می‌تواند بر مسند خدا بنشیند و پرستش شود و پدیدآورندهٔ دینِ شیطانی شود.